# Chủ nghĩa xã hội không tưởng
Chủ nghĩa xã hội không tưởng là một từ dùng để chỉ những lầm tư tưởng xã hội hiện đại đầu tiên. Mặc dù, theo đúng nghĩa mà nói, mọi người sống tại bất kỳ một thời điểm lịch sử nào đều có thể là người theo chủ nghĩa xã hội không tưởng, từ này thường được dùng nhất để chỉ những người theo chủ nghĩa xã hội không tưởng trong hai mươi lăm năm đầu tiên của thế kỷ 19. Từ giữa thế kỷ 19 trở đi, những nhánh khác của chủ nghĩa xã hội đã vượt trội hơn so với phiên bản không tưởng về mặt phát triển trí tuệ và số người ủng hộ. Những người theo chủ nghĩa xã hội không tưởng đã đóng vai trò quan trọng trong việc hình thành những phong trào hiện đại cho cộng đồng định trước và các tổ chức hợp tác.
Chủ nghĩa xã hội không tưởng ra đời từ khi con người có ý thức. Nó thể hiện qua câu truyện cổ tích, sử thi. Nó thể hiện khát vọng công bằng, tự do, khát vọng chinh phục tự nhiên. Nó còn đóng góp việc hình thành tôn giáo. Tuy vậy theo Engels thì chủ nghĩa này vẫn chưa chín muồi vì những lý luận chưa chín muồi đó chính là phù hợp với tình trạng chưa chín muồi của phương thức sản xuất tư bản chủ nghĩa, với những quan hệ giai cấp chưa chín muồi.
Theo những người Marxist, chủ nghĩa xã hội không tưởng phê phán sâu sắc chủ nghĩa tư bản và lên tiếng bảo vệ quyền lợi của giai cấp công nhân. Tuy nhiên, nó không thấy được bản chất của chủ nghĩa tư bản, không vạch ra được con đường giải phóng nhân dân lao động và phủ nhận đấu tranh giai cấp.

## Những nhà tư tưởng
- Thomas Moore
- Saint-Simon
- Robert Owen
- Charles Fourier và hội đoàn thể
- Etienne Cabet, Icaria và Phong trào Icarian
- Jean-Baptiste Godin
- Wilhelm Weitling